# Jan Szargut
Jan Tadeusz Szargut (ur. 9 września 1923 we Lwowie, zm. 21 listopada 2017 w Gliwicach) – polski inżynier, specjalista w zakresie energetyki i termodynamiki, profesor nauk technicznych, członek rzeczywisty Polskiej Akademii Nauk, dziekan Wydziału Mechanicznego–Energetycznego Politechniki Śląskiej w latach 1960–1963 oraz dyrektor Instytutu Techniki Cieplnej Politechniki Śląskiej w latach 1971–1993.

## Życiorys
Urodził się we Lwowie w 1923. Tam ukończył szkołę podstawową oraz liceum, w którym w 1941 zdał maturę. Rozpoczął studia na Wydziale Mechanicznym Politechniki Lwowskiej, która w czasie okupacji hitlerowskiej działała pod nazwą Technische Fachkurse. W 1946 w ramach przesiedleń ludności polskiej przeniósł się wraz z rodziną do Gliwic. Kontynuował studia na Politechnice Śląskiej. Ukończył je w 1948 dyplomem magistra z wyróżnieniem. W tym samym roku podjął pracę na stanowisku asystenta w Katedrze Teorii Maszyn Cieplnych, a w latach 1951–1954 uczestniczył w studiach doktoranckich. Pracę doktorską pt. Równania bilansowe wynikające z I i II zasady termodynamiki zrealizowaną pod kierunkiem prof. Stanisława Ochęduszko obronił w 1955. W 1957 został kierownikiem nowo utworzonej Katedry Energetyki Cieplnej, a od 1960 przez 3 lata pełnił funkcję Dziekana Wydziału Mechanicznego–Energetycznego. W 1962 uzyskał tytuł profesora nadzwyczajnego, a w 1969 profesora zwyczajnego. Od 1969 przez dwa lata był kierownikiem Katedry Podstaw Techniki Cieplnej, a od 1971 Dyrektorem Instytutu Techniki Cieplnej, którym kierował aż do przejścia na emeryturę. W 1976 został członkiem korespondentem Polskiej Akademii Nauk, a w 1989 członkiem rzeczywistym. Od 1974 jest członkiem Komitetu Termodynamiki i Spalania PAN, a w latach 1982–1985 pełnił funkcję wiceprezesa Oddziału PAN w Katowicach. W 1993 przeszedł na emeryturę pozostając dalej czynnym zawodowo.
Pochowany na cmentarzu Centralnym w Gliwicach.

## Osiągnięcia naukowe
Obszar zainteresowań prof. Jana Szarguta obejmuje szeroko pojęte zagadnienia energetyki cieplnej i termodynamiki technicznej. Na początku działalności naukowej zajmował się jako jeden z pionierów analizą egzergetyczną procesów cieplnych. Zaproponował koncepcję teorii stanów odniesienia do obliczania egzergii chemicznej pierwiastków, która jest podstawą obszaru analizy egzergetycznej, w którym wymagane jest obliczanie egzergii chemicznej. Wprowadził do termodynamiki pojęcie entalpii dewaluacji, stanowiące uogólnienie wartości opałowej, wykorzystywane w teorii bilansów energii i stanów odniesienia entalpii chemicznej. Zajmował się także modelowaniem matematycznym wymiany ciepła, w tym wymiany radiacyjnej w komorach pieców przemysłowych oraz wymiany ciepła w rekuperatorach i regeneratorach.
Jego dorobek naukowy obejmuje ponad 300 publikacji, w tym 24 książki i 12 podręczników, ponad sto artykułów na konferencjach krajowych i zagranicznych. Był promotorem 28 prac doktorskich. Spośród jego doktorantów 15 zostało profesorami. Uczestniczył w zespołach redakcyjnych renomowanych czasopism np. International Journal of Thermodynamics oraz w pracach komitetów naukowych wielu konferencji.

## Książki (wybór)
- Skojarzone wytwarzanie ciepła i elektryczności - elektrociepłownie (Współautor: A. Ziębik) Polska Akademia Nauk, Oddział w Katowicach, Katowice-Gliwice, (2007)
- Exergy Analysis: Technical and Ecological Applications WIT-press, Southampton, (2005)
- Podstawy energetyki cieplnej (Współautor: A. Ziębik) PWN, Warszawa (1998), wyd. 2 poprawione, PWN, Warszawa (2000).
- Modelowanie numeryczne pól temperatury (Współautorzy: R. Białecki, A. Fic, K. Kurpisz, A. Nowak, Z. Rudnicki, K. Skorek) WNT, Warszawa (1992)
- Termodynamika techniczna PWN, Warszawa (1991), Wyd.II, Wyd. Politechniki Śląskiej, (1997), Wyd.III poprawione i uzupełnione, Wyd. Politechniki Śląskiej (2000)
- Exergy analysis of thermal, chemical and metallurgical processes (Współautorzy: Morris D.R., Steward F.R.) Hemisphere Publ. Corp., New York, Washington, London (1988)
- Rachunek wyrównawczy w technice cieplnej (red.). Ossolineum, Wrocław (1984)
- Analiza termodynamiczna i ekonomiczna w energetyce przemysłowej WNT, Warszawa (1983)
- Ausgewählte Probleme der industriellen Energiewirtschaft (Współautor: A. Ziębik) Springer Verlag, Wien (1976)
- Metody numeryczne w obliczeniach cieplnych pieców przemysłowych Wyd. Śląsk, Katowice (1977)
- Teoria procesów cieplnych PWN, Warszawa (1973)
- Termodynamika PWN, Warszawa (1971). Wyd. II - PWN, Warszawa (1974). Wyd. III - PWN, Warszawa (1976). Wyd. IV - PWN, Warszawa (1980). Wyd. V - PWN, Warszawa (1985), Wyd.VI -PWN, W-wa (1998), Wyd.VII - PWN W-wa (2000).
- Egzergia (Współautor: R. Petela) WNT, Warszawa (1965). (Tłumaczenie rosyjskie: Moskwa 1968).
- Zbiór zadań z termodynamiki technicznej (Współautorzy: St. Ochęduszko, A. Guzik, H. Górniak, Sł. Wilk). PWN, Warszawa (1960). Wyd. II -  PWN, Warszawa (1968). Wyd. III - PWN, Warszawa (1970). Wyd. IV – PWN, Warszawa  (1975)[5]

## Odznaczenia i nagrody
Za swoją pracę otrzymał wiele nagród i odznaczeń. Trzykrotnie uhonorowany tytułem doktora honoris causa - przez Politechnikę Śląską, Politechnikę Częstochowską oraz Akademię Górniczo-Hutniczą. Odznaczony Krzyżem Komandorskim z Gwiazdą (1995), Krzyżem Oficerskim oraz Krzyżem Kawalerskim Orderu Odrodzenia Polski, Złotym Krzyżem Zasługi oraz Medalem Komisji Edukacji Narodowej. Otrzymał wiele nagród ministerialnych, w tym nagród Ministra Nauki i Szkolnictwa Wyższego i nagród Rektora Politechniki Śląskiej.